# Cromomero
Si indica come cromomero un ispessimento del DNA cromosomico eucariotico, particolarmente visibile nella profase sia della divisione mitotica sia soprattutto di quella meiotica. Si tratta di granuli che si intervallano, lungo il cromosoma, ad aree di cromatina despiralizzata (visibile come filamenti sottili) e che corrispondono a zone di forte condensazione della cromatina.

## Caratteristiche
Durante la profase della divisione cellulare ognuno dei cromatidi dai quali è composto il cromosoma si rivela (specialmente dopo un trattamento chimico avente la proprietà di dissociare la compattezza del cromosoma stesso) composto da un filamento assai sottile detto cromonema che ha struttura spiraliforme. In alcuni punti questa struttura a spirale appare più condensata dando luogo a zone più scure dette appunto cromomeri. Le parti più chiare tra un cromomero e l'altro sono dette intercromomeri.
La presenza dei cromomeri è particolarmente evidente nel caso dei cromosomi politenici che risultano da riproduzione dei cromonemi entro il nucleo della cellula senza che vi sia una divisione cellulare, per un processo detto endomitosi (per esempio nei ditteri o nel mais) in cui ogni cromosoma risulta quindi costituito da molti cromonemi identici che, perfettamente allineati tra di loro, hanno l'aspetto di strutture a bande verticali scure e chiare. Le parti scure risultano dall'appaiamento dei cromomenri; quelle chiare dall'appaiamento degli intercromomeri.
Ci sono, a titolo di esempio, più di 2000 cromomeri nel cromosoma politenico 20 del mais. Si possono contare infatti in esso più di 2000 bande scure, alternate ad altrettante bande chiare.